# محمد بن خليفة النبهاني
محمد بن خليفة بن حَمَد بن موسى النَّبهاني الطَّائي المكِّي (ت. 1369 هـ/1950 م) مؤرخ عراقي، وعالم دين، أصله من مكة، ولد ونشأ فيها، وتفقه هناك في المذهب المالكي، ودرّس في الحرم المكي، ثم انتقل الى البحرين وبعدها الى العراق سنة 1912م فصار من رواد التعليم بالعراق، وصار من أبرز  علماء البصرة. وقاضياً فيها عشرين سنة، وعضو المجلس البلدي بالبصرة، وتوفي فيها ودفن.

## مقدمه للعراق
ذهبَ محمد بن خليفة النبهاني إلى البحرين سنة 1332 الهجرية فلبث فيها مدة قصيرة جمع فيها هناك ما تيسر له من تاريخها وسير أمرائها في كتاب سمّاه (النبذة اللطيفة في الحكام من آل خليفة) ثم سافر إلى بغداد وأُشير عليه أن يؤلف كتاباً عامّاً لجزيرة العرب ثم توجّه إلى البصرة سنة 1333 الهجرية الموافقة لسنة 1914، وقد نشبت حينئذٍ الحرب العالمية الأولى، وهنالك بالبصرة اعتقلته قوات الاحتلال الإنكليزي وسلبوه كتبَهُ وأوراقه، وأفرجوا عنه سنة 1334 الهجرية بشفاعة من حاكم البحرين عيسى بن علي آل خليفة، ولم يؤذن له أن يغادر البصرةَ، وفي سنة 1337 هـ استأنف تأليف كتبه التحفة النبهانية، وطبُعَ سنة 1342 هـ. وسكن النبهاني في وسط البصرة القديمة وفي محلة القبلة، وفي أواخر العشرينات من القرن العشرين، عملَ النبهاني بالبصرة مُعلماً في مدرسة حكومية.

## أهله وتعلمه
تلقى الفقهَ المالكيَّ من والده الذي وُلد في البحرين، وكان لمحمد النبهاني أخ بالحجاز اسمه الشيخ أحمد النبهاني على علم بالفلك. زار أحمد النبهاني الكويتَ وقابله صالح العجيري وتلقى منه شيئاً من علم الفلك، وأعطى أحمد النبهاني لصالح العجيري عنوان محمد خليفة النبهاني الوكيل الوحيد للعقارات والبساتين للحرم ومقرّه في البصرة، فراسله العجيري واستفاد منه وعرف منه كثيراً حين حضر محمد النبهاني إلى الكويت.

## آثاره
من مؤلفاته:
- «التحفة النبهانية في إمارات الجزيرة العربية»: يقع في ثلاثة أجزاء بمجلد واحد، وقد جمع فيه ما تيسر له من تاريخ الجزيرة العربية وسير أمرائها في العصر الحديث، وهو أهم آثاره وبه اشتهر وعرف في الأوساط العلمية.
- «التذكرة النبهانية»: وهو في أسماء بعض المخترعات والمكتشفات الحديثة، ويقع في جزء واحد.
- «ثمرات الخرائط في رسم البسائط»: ويقع في جزء واحد.
- «النخبة النبهانية في شرح المنظومة البيقونية»: وفيه تظهر خبرته في مصطلح الحديث النبوي الشريف، وتقع في جزء واحد صغير.

## المصدر
- https://arab-ency.com.sy/ency/details/8460/20